# Arrondissements de Lot-et-Garonne

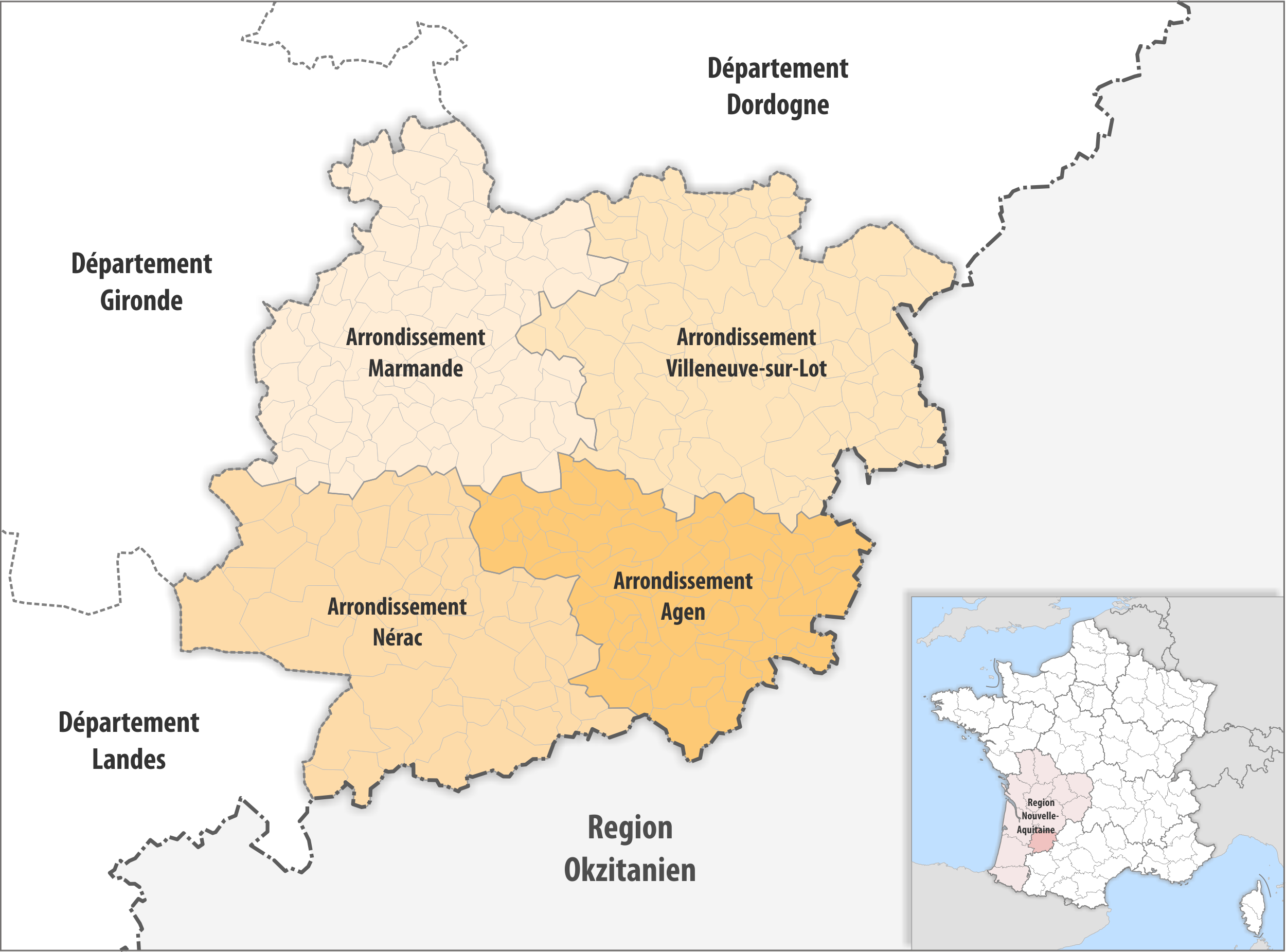
Les arrondissements de Lot-et-Garonne en 2019.

Le département de Lot-et-Garonne comprend quatre arrondissements.

## Composition
| Nom                                  | Code Insee | Superficie (km2) | Population (dernière pop. légale) | Densité (hab./km2) | Modifier             |
| ------------------------------------ | ---------- | ---------------- | --------------------------------- | ------------------ | -------------------- |
| Arrondissement d'Agen                | 471        | 1 013,30         | 119 835 (2022)                    | 118                | modifier les données |
| Arrondissement de Marmande           | 472        | 1 387,70         | 84 160 (2022)                     | 61                 | modifier les données |
| Arrondissement de Nérac              | 474        | 1 400,30         | 38 501 (2022)                     | 27                 | modifier les données |
| Arrondissement de Villeneuve-sur-Lot | 473        | 1 559,70         | 89 730 (2022)                     | 58                 | modifier les données |
| Lot-et-Garonne                       | 47         | 5 361,00         | 332 226 (2022)                    | 62                 | modifier les données |

## Histoire
- 1790 : création du département de Lot-et-Garonne avec neuf districts : Agen, Casteljaloux, Lauzun, Marmande, Monflanquin, Nérac, Tonneins, Villeneuve, Valence[1]
- 1800 : création des arrondissements : Agen, Marmande, Nérac, Villeneuve (aujourd'hui Villeneuve-sur-Lot) ;
- 1807 : transfert des cantons de Casteljaloux et Damazan de l'arrondissement de Marmande vers l'arrondissement de Nérac ;
- 1808 : perte de deux cantons de l'arrondissement d'Agen et d'un canton de l'arrondissement de Villeneuve au profit du département de Tarn-et-Garonne nouvellement créé ;
- 1875 : l'arrondissement de Villeneuve devient arrondissement de Villeneuve-sur-Lot ;
- 1926 : suppression de l'arrondissement de Nérac (les cantons de Casteljaloux et Damazan passent à l'arrondissement de Marmande, les autres à l'arrondissement d'Agen) ;
- 1942 : restauration de l'arrondissement de Nérac.